# 韋愨

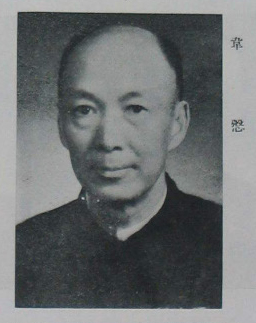

韦悫（1896年9月15日—1976年11月25日），原名乃坤，号捧丹，笔名普天，广东香山县翠微乡（后广东省中山县翠微村，现广东省珠海市翠微村）人，中国教育家。
早年加入同盟会，参加过辛亥革命。1914年赴英国留学，翌年转往美国。1918年获俄亥俄州奥柏林学院文学士学位，1920年获芝加哥大学研究院哲学博士学位。回国后，任孙中山非常大总统秘书兼外交部秘书，上海教育局局长，上海青年会中学校长，南京中央大学教育学院院长，复旦大学、光华大学、暨南大学、大夏大学教授，商务印书馆编审部主任等。进入苏北和皖东北抗日民主根据地后，任新四军江淮大学校长，苏皖边区政府副主席，华东大学校长等。中华人民共和国建国后，任上海市人民政府副市长，教育部副部长兼中国文字改革委员会副主任，华侨大学代理校长，第一届中国人民政治协商会议代表，第一、二、三届全国人民代表大会代表。

## 年表
1896年9月15日，出生于广东香山县翠微乡（后广东省中山县翠微村，现广东省珠海市翠微村）。1902年，6岁入私塾。1905年，9岁进入广州南武中学附属小学就读。
1909年，13岁加入同盟会，也成为全校第一个剪去辫子的学生。1911年，15岁参加辛亥革命，10月25日，因参与刺杀清廷广州将军凤山行动，遭到当时两广总督张鸣岐的通缉。
1912年，中華民國成立，广东都督胡汉民拟定派遣韦悫等三名青年赴英国留学。1913年，参加讨伐袁世凯的“二次革命”。
1914年2月7日，韦悫同另外5人乘轮船赴英国留学，于3月28日抵达伦敦，进入英文补习学校。
1915年2月，韦悫考入了格拉斯大学，选学机械工程专业，3月，因为一次大战影响，韦悫从利物浦转往美国留学，进入俄亥俄州奥柏林学院学习，继续修习机械工程课程，后他转学社会科学，以哲学为主科，政治学为副科。
1918年6月，在奧柏林学院毕业，获文学学士学位。隨后进入芝加哥大学研究院研究政治、社会哲学及教育，成绩优秀，当年获研究院奖学金。1919年，韦悫获中國教育部公費留學待遇。
1920年6月，韦悫与旅美侨领、芝加哥唐人街创建者梅宗周的女儿梅美恩结婚。同年冬天，以论文《中国的国际关系及其伦理、社会和政治体现（International Relationship in China and its Ethical, Social, and Political Interpretation）》获芝加哥大学研究院哲学博士学位。
1921年1月，韦悫从加拿大温哥华与夫人乘船返回祖国。在广州岭南大学主讲政治学和哲学，同时兼任广州高等师范学校的教育哲学、心理学等课程。5月，孙中山就任非常大总統，韦悫被委任为秘书兼南方革命政府外交部秘书。8月，韦悫与谢已原作为革命政府代表，会合北洋政府代表蔡元培、江苏教育会代表林士谟、夏威夷大学汉文历史系教授王天木，五人代表中国，出席在檀香山举行的太平洋教育会议。
1922年1月，由苏兆征、邓发等领导的香港海员大罢工进入关键时刻，韦悫协助苏兆征到香港与港英当局交涉。6月，陈炯明叛变，砲轰总统府，孙中山避居永丰舰，宋庆龄避居钟荣光家，时任外交部长的伍廷芳避居韦悫家中。
1923年3月，桂軍驱逐陈炯明，孙中山重返广州设大本营，任海陆軍大元帥，韦悫在大元帥府从事外交工作，并兼任广东省教育委员会代理委员长。该委员会取消后，改任广州市政府参事，但仍在岭南大学兼课。
1924年1月，第一次国共合作中，韦悫认识了共产党人张太雷、恽代英和越南领袖胡志明。
1925年，韦悫初与毛泽东初次相识。在当时任国民党中央农民部部长的廖仲恺帮助下，他回到故乡香山县开展农民运动。
1926年6月，韦悫由苏兆征介绍加入中国共产党，但未履行正式入党手续。7月[广州国民政府]成立，韦悫任外交部秘书兼国际司司长，并兼任国民政府教育行政委員会委员。12月初，随着北伐战争的胜利，国民政府从广州迁往武汉，韦悫也由广州经南昌前往武汉。
1927年1月，韦悫写了《国民政府教育方针草案》，经当时国民政府教育行政委员会大会通过，并在报上发表。4月12日，四一二事变发生，韦悫被列入逮捕名单，从武汉避到上海，5月初，他在上海见到了蔡元培，在蔡元培和苏联顾问的帮助下，筹得2000美金。6月初，韦悫乘船到了加拿大。在加拿大期间他以讲学为主。10月中旬抵达欧洲，先后与美国、法国政界、学界人士会晤，讨论中国大革命和废除不平等条约问题。11月中旬，他应邀赴英国伦敦大学、利物浦大学、牛津大学讲学。后苏兆征托人发急电催其回国，韦悫结束流亡生涯乘船回国。
1928年2月，韦悫抵达香港，才发现苏兆征叫其回来参加广州起义，但此时广州起义已经失败了。旋即与在香港避难的家人前往上海。5月，经蔡元培推荐，任上海教育局局长。
1929年5月，韦悫辞去了上海教育局局长职务，任上海青年会中学校长。同时韦悫在南京任中央大学教育学院院长，南京中央实验小学校长。
1932年夏天，应上海商务印书馆总经理王云五的聘请，韦悫出任编审部主任。
1937年11月，上海沦陷，韦悫撤到租界，开展抗日宣传活动。1942年1月，韦悫离开上海，12月，到苏北和皖东北抗日民主根据地任新四军江淮大学校长。1943年，韦悫由陈毅、张云逸介绍重新加入中国共产党，成为秘密党员。
1945年10月至1946年12月，韦悫任苏皖边区政府副主席。
1946年，内战爆发，韦悫时任苏皖边区政府副主席，他随军从淮阴转移山东沂蒙山区和胶东地区。
1948年夏，韦悫根据中共华东局的指示，到山东潍县筹办华东大学，并担任校长。
1949年5月，上海解放，韦悫任上海市人民政府副市長。9月，他作为代表参加了在北京举行的中国人民政治协商会议，10月参加开国大典，担任政务院文化教育委员会委员，被任命为教育部副部长。
1950年9月，兼任中国文字改革委员会常务委员，副主任等职，是中国文字改革运动领导者和组织者。
1952年6月20日，中华全国体育总会在北京成立，韦悫当选为副主席。
1954年，韦悫当选为第一届全国人民代表大会代表。1956年，中央决定成立推广普通话工作委员会，韦悫等为委员。1959年，韦悫当选为第二届全国人民代表大会代表。1960年，韦悫公开共产党员的身份，参加组织生活。
1964年1月，韦悫被选为第三届全国人民代表大会代表。经廖承志提议，4月调入华侨大学任副校长，代理校长。
1966年5月，文化大革命开始，韦悫在华侨大学与其他校领导被抓出来批斗，并被认定为“资产阶级当权派”与“资产阶级反动学术权威”。
1970年1月，华侨大学停办。在周恩来安排下，韦悫从福建泉州回到北京。1976年11月25日，韦悫病逝于湖北省宜昌市，终年80岁。